# Pétroles Jupiter
La Société des pétroles Jupiter est une compagnie pétrolière française, créée en 1922 et dont l'origine remonte à 1876. Elle est devenue Shell France à la suite de son absorption par Shell en 1948.

## Historique
La Jupiter a été bombardée deux fois : en 1940 et en 1944. Elle a été reconstruite en 1947/1948, profitant alors d'améliorations techniques. 

## Sources
- Yves Barbier, Dictionnaire du pétrole, SCM, 1980
- Guy Pessiot, « Histoire de l'agglomération rouennaise : La Rive gauche », 1990
- Marcel Amphoux,  Une nouvelle industrie française : le raffinage du pétrole, Annales de géographie, année 1935 251 pp. 509-533 « Récit et photographies du témoin Daniel Coutreau »